# 邱炯炯
邱炯炯（1977年5月14日—），生於中國大陸四川樂山，為當代藝術家和電影導演，作品媒介以繪畫和電影為主，曾多次參加各地展覽和藝術博覽會。其電影作品被稱讚為對中國社會進行了原始敘述，並對現代中國政治話題採取了公正的態度。

## 生平
邱炯炯於1977年出生於中國四川省樂山市，他的祖父是一位具知名度的川劇演員。邱炯炯從兩歲開始接觸繪畫，三歲開始表演地方戲，十七歲時就讀北京東方文化藝術學院油畫系，隔年十八歲時離開學校去追求自己的藝術探索。邱炯炯認為自己獨特的成長經歷使他在藝術界有些古怪。之後，邱炯炯從四川樂山移居北京，曾在包括北京尤倫斯當代藝術中心在內的公共場所舉辦過展覽，最近還參加了ART021上海廿一當代藝術博覽會。

## 個人生活
邱炯炯和妻子現居深圳，並通過星空間在中國進行代理。

## 作品

### 電影
- 2008年：
  - 《大酒樓》
  - 《彩排記》
- 2010年：
  - 《黃老老拍案》
  - 《姑奶奶》
- 2011年：《萱堂閒話錄》
- 2015年：《癡》
- 2021年：《椒麻堂會》
- TBA：《腹喜！舊蜀老饕筆記》

## 榮譽
| 頒獎典禮             | 獎項                  | 受獎作品     | 結果 |
| -------------------- | --------------------- | ------------ | ---- |
| 第74屆盧卡諾影展     | 金豹獎                | 《椒麻堂會》 | 提名 |
| 第74屆盧卡諾影展     | 評審團特別獎          | 《椒麻堂會》 | 獲獎 |
| 第43屆南特影展       | 金熱氣球獎            | 《椒麻堂會》 | 提名 |
| 第43屆南特影展       | 青年評審團獎          | 《椒麻堂會》 | 獲獎 |
| 第46屆香港國際電影節 | 新秀電影競賽‐火鳥大獎 | 《椒麻堂會》 | 獲獎 |
| 第46屆香港國際電影節 | 國際影評人聯盟獎      | 《椒麻堂會》 | 獲獎 |
| 第21屆南方影展       | 南方首獎‐最佳劇情長片 | 《椒麻堂會》 | 獲獎 |

## 外部連結
- Star Gallery Profile （页面存档备份，存于）
- Artsy Profile （页面存档备份，存于）